# Fiori d'arancio (singolo)
Fiori d'arancio è una canzone della cantautrice catanese Carmen Consoli, terzo singolo estratto dal suo settimo album L'eccezione del 2002. Il singolo ha ottenuto un ottimo successo, arrivando alla prima posizione nella classifica radiofonica italiana e diventando uno dei tormentoni estivi del 2003, nonché uno dei singoli più celebri della sua carriera.

## Video musicale
Il videoclip della canzone è stato girato a Roma, con la regia di Davide Marengo. La location principale è la Chiesa di Santo Spirito in Sassia, vicino al Vaticano. La cantante, che interpreta la protagonista del brano, all'inizio viene ripresa mentre si trucca e si prepara per il suo matrimonio. Quindi, in abito bianco, raggiunge la chiesa, dove apprende da "un prete in vistoso imbarazzo" (il giornalista Federico Guglielmi, autore di due libri biografici dedicati all'artista) che il suo sposo non si è presentato. La cantante, in preda alla disperazione, trova poi l'uomo davanti a un'altra chiesa (S. Maria in Traspontina, in via della Conciliazione). Sta aspettando un'altra donna che quando arriva, vedendo la Consoli vestita da sposa, capisce il doppio gioco e, offesa, gli lancia addosso il bouquet di fiori. Quindi entra in chiesa con la cantante. 